# Феодосий Диакон
Феодосий Диакон (др.-греч. Θεοδόσιος ο Διάκονος) — византийский поэт X века. Биография Феодосия неизвестна. Его единственное сохранившееся сочинение — эпико-панегирическая поэма «Взятие Крита» (др.-греч. Ἅλωσις τῆς Κρήτης; лат. De Creta capta). Поэма прославляет завоевание находившегося под властью арабов Крита будущим императором Никифором Фокой в 961. Поэма состоит из 1039 ямбических строк и описывает прибытие византийского войска на Крит, битвы с арабами и торжественное возвращение Никифора Фоки в Константинополь. 

## Издания
- Theodosius Diaconus. Creta capta. // Creta sacra / F. Cornelius (Cornaro). — Venice, 1755 — pp. 269-327.
- Theodosius Diaconus. De Creta capta / ed. F. Jacobs // Leonis diaconi Caloënsis Historia libri decem / ed. C.B. Hase.  — Bonn, 1828. — P. 259-306.
- Theodosii Diaconi De Creta capta / Ed. Hugo Criscuolo. — Leipzig: Teubner, 1979.